# مریم یحیی
مریم یاهایا بازیگر نیجریه ای است. او با بازی در فیلم تردادی به کارگردانی الناس آجندا به شهرت رسید. یاهایا برای ایفای نقشش در سال ۲۰۱۷ نامزد بهترین بازیگر زن شد او همچنین در سال ۲۰۱۸ نامزد بهترین بازیگر زن توسط جوایز سرگرمی مردم شهر شد.
یاهایا از کودکی می‌خواست بازیگری کند و از فیلم‌های هوسا که تماشا می‌کرد الهام گرفت.

## فیلم‌شناسی
| عنوان          | سال  |
| -------------- | ---- |
| گیدان ابینچی   | ۲۰۱۶ |
| بارونیا        | ۲۰۱۶ |
| تابو           | ۲۰۱۷ |
| میجین یارینیا  | ۲۰۱۷ |
| منصور          | ۲۰۱۷ |
| ماریا          | ۲۰۱۸ |
| ووتار کارا     | ۲۰۱۸ |
| جومای کو لارای | ۲۰۱۸ |
| متان زمانی     | ۲۰۱۸ |
| حافظ           | ۲۰۱۸ |
| گیدان کاشه آو  | ۲۰۱۸ |
| گورگووا        | ۲۰۱۸ |
| مجادله         | ۲۰۱۸ |
| سرینه          | ۲۰۱۹ |